# Sopkino
Sopkino (russisch Сопкино, deutsch Rosenberg, Kreis Gerdauen) ist ein Ort in der russischen Oblast Kaliningrad (Gebiet Königsberg (Preußen)) und gehört zur Prawdinskoje gorodskoje posselenije (Stadtgemeinde Prawdinsk (Friedland (Ostpr.))) innerhalb des Rajon Prawdinsk (Kreis Friedland).

## Geographische Lage
Sopkino liegt nördlich der russischen Fernstraße A 196 (ehemalige deutsche Reichsstraße 131) zwischen Prawdinsk (Friedland, 12 Kilometer) und Schelesnodoroschny (Gerdauen, 14 Kilometer) und ist über eine Straßenverbindung von der A 196 nach Djatlowo (Sophienberg) zu erreichen.

## Geschichte
Die ehedem Rosenberg genannte Landgemeinde war eine der Gemeinden, die 1874 den neu errichteten Amtsbezirk Schakenhof (russisch: Trostniki) bildeten. Er gehörte bis 1945 zum Landkreis Gerdauen im Regierungsbezirk Königsberg in der preußischen Provinz Ostpreußen. Im Jahre 1910 waren hier 334 Einwohner registriert.
Am 30. September 1928 gab Rosenberg seine Selbständigkeit auf und schloss sich mit den Gutsbezirken Schakenhof (Trostniki) und Sophienberg (Djatlowo) zur neuen Landgemeinde Schakenhof zusammen.
Im Jahre 1945 kam Rosenberg mit dem nördlichen Ostpreußen zur Sowjetunion und erhielt 1947 die Umbenennung in „Sopkino“. Bis 2009 war der Ort innerhalb der seit 1991/92 russischen Oblast Kaliningrad in den Sewski sowjet (Dorfsowjet Sewskoje (Böttchersdorf)) eingegliedert und wurde dann aufgrund einer Struktur- und Verwaltungsreform eine als „Siedlung“ (russisch: possjolok) eingestufte Ortschaft innerhalb der Prawdinskoje gorodskoje posselenije (Stadtgemeinde Prawdinsk (Friedland)) im Rajon Prawdinsk.

## Kirche
Die Bevölkerung Rosenbergs war vor 1945 überwiegend evangelischer Konfession und in das Kirchspiel Friedenberg (russisch: Dworkino) im Kirchenkreis Gerdauen (Schelesnodoroschny) innerhalb der Kirchenprovinz Ostpreußen der Kirche der Altpreußischen Union.
Heute liegt Sopkino im Einzugsbereich der in den 1990er Jahren neu gebildeten evangelischen Gemeinde in Prawdinsk (Friedland), die eine Filialgemeinde der Kaliningrader Auferstehungskirche ist und zur Propstei Kaliningrad der Evangelisch-Lutherischen Kirche Europäisches Russland (ELKER) gehört.